# Jonas Fohlin
Jonas Fohlin, född 21 november 1962 i Visby på Gotland, är en svensk film- och tv-producent.

## Biografi
Arbetar sedan 1989 på Sveriges Television. Har tillsammans med Jan Lindenbaum, Olle Häger, Kjell Tunegård och Eva Tillberg producerat program i serien Året var... Producerade 2006 tillsammans med Olle Häger ett program om revolten i Ungern 1956: Budapest Brinner. Har även producerat rockvideo åt Traste Lindéns Kvintett "Vi går till sängs", samt ett flertal kortfilmer. Åren 1979-1985 medlem i Urban Släke som släppte singlarna "Så jävla svensk/Magnatens död" samt "Så Fri/Hetta". Har även med gruppen Java gett ut skivan Javas världsatlas.

## Filmografi[2]
- 1990 - Vi går till sängs - regi
- 1992 - Vara tokig - regi, manus, produktion och klippning
- 1998 - Röda Fanor - produktion

- 2001 - Året var 1951 - produktion
- 2002 - Året var 1952 - produktion
- 2003 - Året var 1953 - produktion
- 2004 - 2014 - Året var 1954 - 1964 - produktion, speaker
- 2006 - Budapest Brinner - produktion, speaker
- 2015 - 2025 - Året var 1965 - 1975 - produktion, speaker

- 2013 - Jag minns; Jerry Williams (kortfilm) - produktion, speaker
- 2015 - Jag minns grisen (kortfilm) - produktion, speaker
- 2015 - Tågolyckan i Skultorp (kortfilm) - produktion, speaker
- 2016 - Jag minns Neruda (kortfilm) - produktion, speaker
- 2017 - Sparkstöttingsfrun (kortfilm) - produktion, speaker
- 2018 - Kärlek över gränsen (kortfilm) - produktion, speaker
- 2021 - Almstriden - produktion, speaker
- 2022 - Kallt krig med 32 pjäser (kortfilm) - produktion, speaker
- 2023 - Dödens Dag - Chile 11 september 1973 - produktion, speaker
- 2025 - Svenskarna och Vietnamkriget - produktion, speaker